# Sbordonia armigera
Sbordonia armigera is een hooiwagen uit de familie Stygnopsidae.